# Joachim Günther (Verkehrswissenschaftler)
Joachim Günther (* 7. Oktober 1918 in Oelsnitz/Erzgeb.; † 5. Januar 1976) war ein deutscher Verkehrswissenschaftler. Er war Rektor der Hochschule für Verkehrswesen „Friedrich List“ Dresden.

## Leben
Günther besuchte die Oberschule in Stollberg/Erzgeb. und erwarb 1938 das Abitur. Er wurde zum Reichsarbeitsdienst und später zum Kriegsdienst eingezogen. 1941 wurde er als Kriegsversehrter aus letzterem entlassen.
Von 1941 bis 1943 studierte er an der Leipziger Universität Staatswissenschaften. Von 1945 bis 1949 setzte er sein Studium an der Martin-Luther-Universität Halle fort und arbeitete dort 1948/1949 als Assistent und promovierte 1949 zum Dr. rer. pol. Ab 1950 übte er eine Tätigkeit bei der Reichsbahndirektion (RBD) Erfurt aus und leitete die Abteilung Finanzen bei der RBD Erfurt. 1951/1952 war er Lehrbeauftragter an der TH Dresden. 1952 wurde er zum Professor für Verkehrslehre an die Hochschule für Verkehrswesen Dresden berufen. Von 1952 bis 1956 war Günther Dekan der Fakultät für Transport und Nachrichtenwesen. 1956 erhielt er eine Professur mit Lehrstuhl für Allgemeine Verkehrsstatistik, Datenverarbeitung und Verwaltungsorganisation. Von 1956 bis 1960 wirkte er als Rektor der Hochschule. Anschließend fungierte er als Direktor des Instituts für Industrie und war Vorsitzender des Gesellschaftlichen Rates der Hochschule für Verkehrswesen.
Günther war Mitglied der SED.

## Werke
- Grundlagen der Ökonomik des Transportwesens. Verlag Technik, Berlin 1956.
- Zu aktuellen Problemen der Mechanisierung und Automatisierung im Verkehrswesen. Transpress, Berlin 1961.
- Transportstatistik. Transpress, Berlin 1963;  3., überarbeitete Auflage 1970.
- Statistik des Post- und Fernmeldewesens. Transpress, Berlin 1964.
- Moderne Büro- und Datentechnik sowie Verwaltungsorganisation. Transpress, Berlin 1966.
- Statistik des Nachrichtenwesens. Transpress, Berlin 1969.
- Die ökonomisch-statistische Analyse als Führungsinstrument.  Institut für sozialistische Wirtschaftsführung des Post- und  Fernmeldewesens, Kolberg (bei Königs Wusterhausen) 1969.

## Auszeichnungen
- Verdienter Eisenbahner der DDR
- Verdienstmedaille der DDR (1959)
- Vaterländischer Verdienstorden in Bronze (1967)

## Weblink
- Joachim Günther im Stadtwiki Dresden.

| Personendaten    | Personendaten                     |
| ---------------- | --------------------------------- |
| NAME             | Günther, Joachim                  |
| KURZBESCHREIBUNG | deutscher Verkehrswissenschaftler |
| GEBURTSDATUM     | 7. Oktober 1918                   |
| GEBURTSORT       | Neu-Oelsnitz                      |
| STERBEDATUM      | 5. Januar 1976                    |